# Friedrich Ris
Pour les articles homonymes, voir Ris.
Le docteur Friedrich Ris (né en 1867 à Glaris et décédé en 1931) était directeur de la clinique psychiatrique de Rheinau, ainsi qu'un important chercheur en matière de libellules.

## Auteur (dans le sens taxinomique)
On lui doit entre autres la première description ...
- ... des genres :
  - Archaeophlebia
  - Argyrothemis
  - Eothemis
  - Eleuthemis
  - Elga
  - Hylaeothemis
  - Notiothemis

- ... des espèces :
  - Allorhizucha campioni
  - Anatya januaria
  - Brachidyplax chalybea flavovittata
  - Brachidyplax chalybea simalura
  - Brachygonia ophelia
  - Claophlebia interposita
  - Eothemis zygoptera
  - Eleuthemis buettihofferi buettihofferi
  - Elga leptostyla
  - Micrathyria artemis
  - Micrathyria dictynna
  - Micrathyria hesperis
  - Micrathyria hippolyte
  - Micrathyria mengeri
  - Notiothemis jonesi
  - Perithemis waltheri
  - Rhyothemis mariposa
  - Rhyothemis phyllis marginata
  - Rhyothemis regia exul
  - Rhyothemis severini
  - Tauriphila argo
  - Tauriphila xiphea
  - Tetrathemis iregularis dives
  - Zenithoptera viola